# Stele der Toleranz

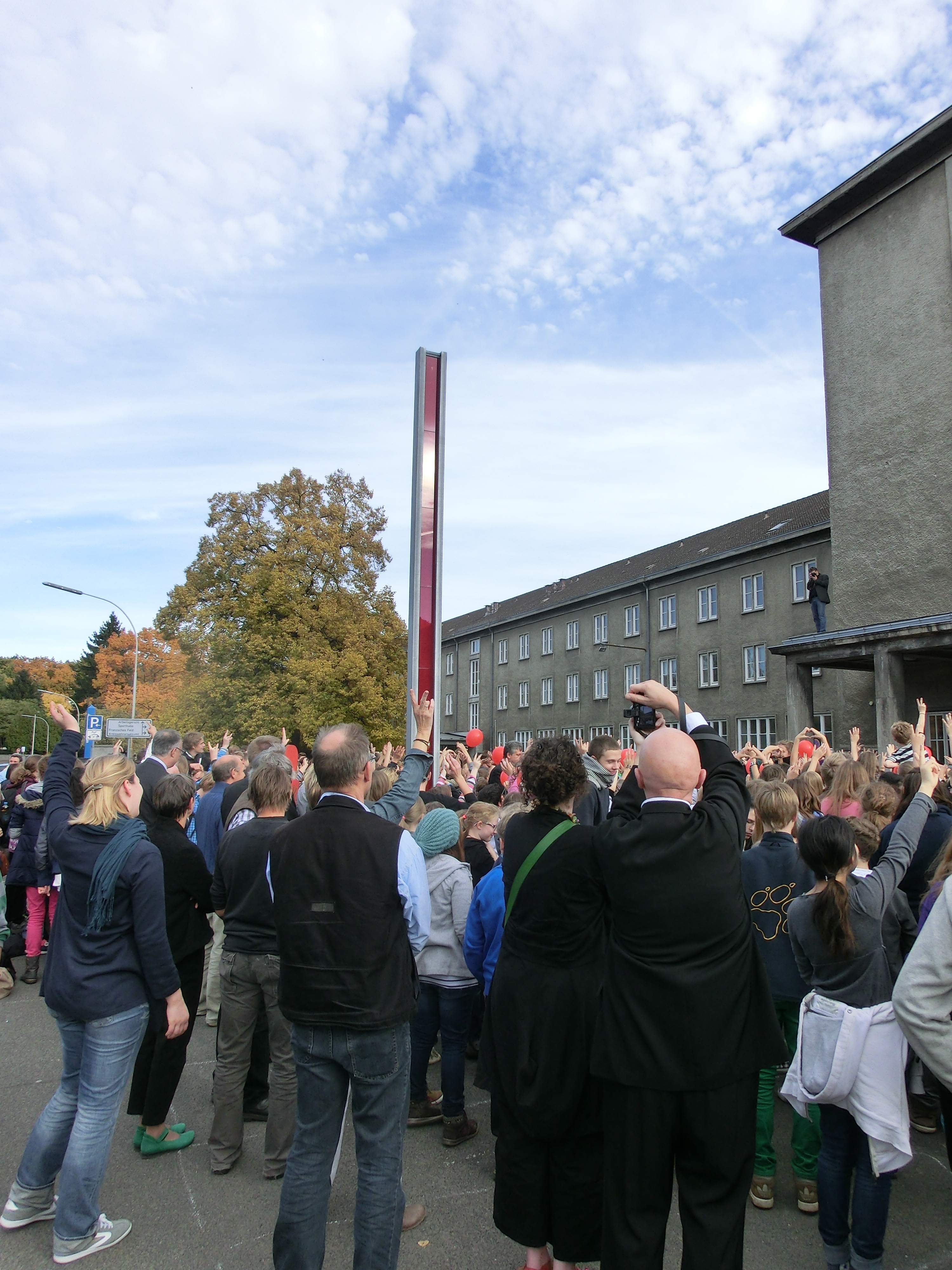
Einweihung einer Stele der Toleranz an der Integrierten Gesamtschule Franzsches Feld in Braunschweig im Jahr 2012

Die Stele der Toleranz ist eine Soziale Plastik des Künstlerpaars Karl-Martin Hartmann und Kerstin Jeckel, die seit dem Jahr 1994 weltweit Verbreitung gefunden hat. Träger des Projekts ist der gemeinnützige Förderverein Netzwerk Stelen der Toleranz e. V., der seinen Sitz in Wiesbaden hat. Das Projekt steht unter der Schirmherrschaft des Europäischen Parlaments.

## Idee
Ausgangspunkt der von Hartmann und Jeckel entworfenen Stele war die Überlegung, ein universelles Symbol für Toleranz zu entwerfen, ähnlich der roten Schleife als Symbol für die Solidarität mit HIV-Infizierten und AIDS-Kranken. Die Künstler wollten damit auf die gesellschaftspolitische Bedeutung von Toleranz hinweisen, wofür stellvertretend die Erklärung von Prinzipien der Toleranz durch die UNESCO im Jahr 1995 steht.
Die Stele wurde in den frühen 1990er-Jahren entworfen und hat bis 1994 ihr endgültiges Aussehen erhalten. Sie besteht aus einer Stahlkonstruktion mit zwei senkrechten Profilen, die oben durch einen Querriegel verbunden sind. Die Stahlkonstruktion ist durch Feuerverzinkung korrosionsgeschützt. Innerhalb der Profile befinden sich die roten Glaselemente aus mehreren Schichten. Die beiden äußeren Scheiben bestehen aus sechs Millimeter dickem Einscheiben-Sicherheitsglas, und in der Zwischenlage befindet sich ein opales Lambertsglas, ein handwerklich hergestelltes Antikglas. Die drei Glasebenen sind zu einem Verbund zusammengefügt. Die Standardhöhe der Stelen beträgt sechs Meter, die Höhe sowie weitere Konstruktionsdetails können jedoch variieren.

## Geschichte
Hartmann und Jeckel entwarfen zunächst eine 60 Meter hohe, rote Glasstele, die im Sinne der Land Art über der Stadt Wiesbaden auf dem Taunuskamm in der Nähe des Jagdschlosses Platte aufgestellt werden sollte, um bei entsprechender Sicht noch aus großer Ferne sichtbar zu sein und so dominant für die Toleranz zu werben. Neben Unterstützung gab es auch Kritik aus der Kommunalpolitik und der Denkmalpflege an dem Vorhaben, da es die Landschaft beeinträchtige. Zu den Unterstützern zählte neben anderen die Wiesbadener CDU-Bundestagsabgeordnete und spätere Bundesfamilienministerin Kristina Schröder, zu den Kritikern zählte der FDP-Politiker und ehemalige hessische Landesdenkmalpfleger Gottfried Kiesow. Trotz Baugenehmigung ist der Bau bis heute nicht erfolgt: Da die Gesamtkosten von etwa 900.000 Euro, die durch Spenden aufgebracht werden sollten, auch nach 15 Jahren nicht finanziert waren, wurde die Idee der großen Stele im Jahr 2009 vorerst ruhen gelassen. Das sechs Meter hohe Modell der Stele auf der Platte, das mehrfach von Vandalismus betroffen war, wurde im Zuge dessen wieder abgebaut.
Der Förderverein und die Künstler bemühen sich seitdem verstärkt darum, die kleinere, sechs Meter hohe Variante der Stele der Toleranz an prominenten Orten weltweit aufzustellen, um langfristig ein internationales Netzwerk von Unterstützern der Toleranz aufzubauen. Mittlerweile (Stand 2019) stehen mehr als 20 dieser Stelen in acht Ländern, unter anderem in Braunschweig, Geisenheim, Kfar Saba, Betlehem, Breslau, Den Haag, Tallinn, Tavarnelle Val di Pesa und im US-Bundesstaat Wisconsin. Die Stele in Den Haag wurde bereits zweimal von wichtigen Repräsentanten des niederländischen Staates besucht: Im Jahr 2017 von Königin Máxima der Niederlande und im darauffolgenden Jahr vom niederländischen Ministerpräsidenten Mark Rutte.
Im Jahr 2014 feierten die Stele der Toleranz und der Förderverein ihr 20. Jubiläum mit einer Ausstellung im Wiesbadener Rathaus.
Den 16. November, der von der UNESCO zum Internationalen Tag der Toleranz ausgerufen wurde, begeht der Förderverein seit 2016 jährlich mit einem Festvortrag zum Thema Toleranz. 2016 sprach der hessische Kultusminister Alexander Lorz, im darauf folgenden Jahr die Soziologin Necla Kelek. Nachdem diese beiden ersten Vorträge im Saal der Stadtverordnetenversammlung im Rathaus Wiesbaden stattgefunden hatten, wurde der Vortrag des Psychologen Ahmad Mansour 2018 in die Integrierte Gesamtschule Alexej von Jawlensky verlegt.

## ProjektDas Fenster

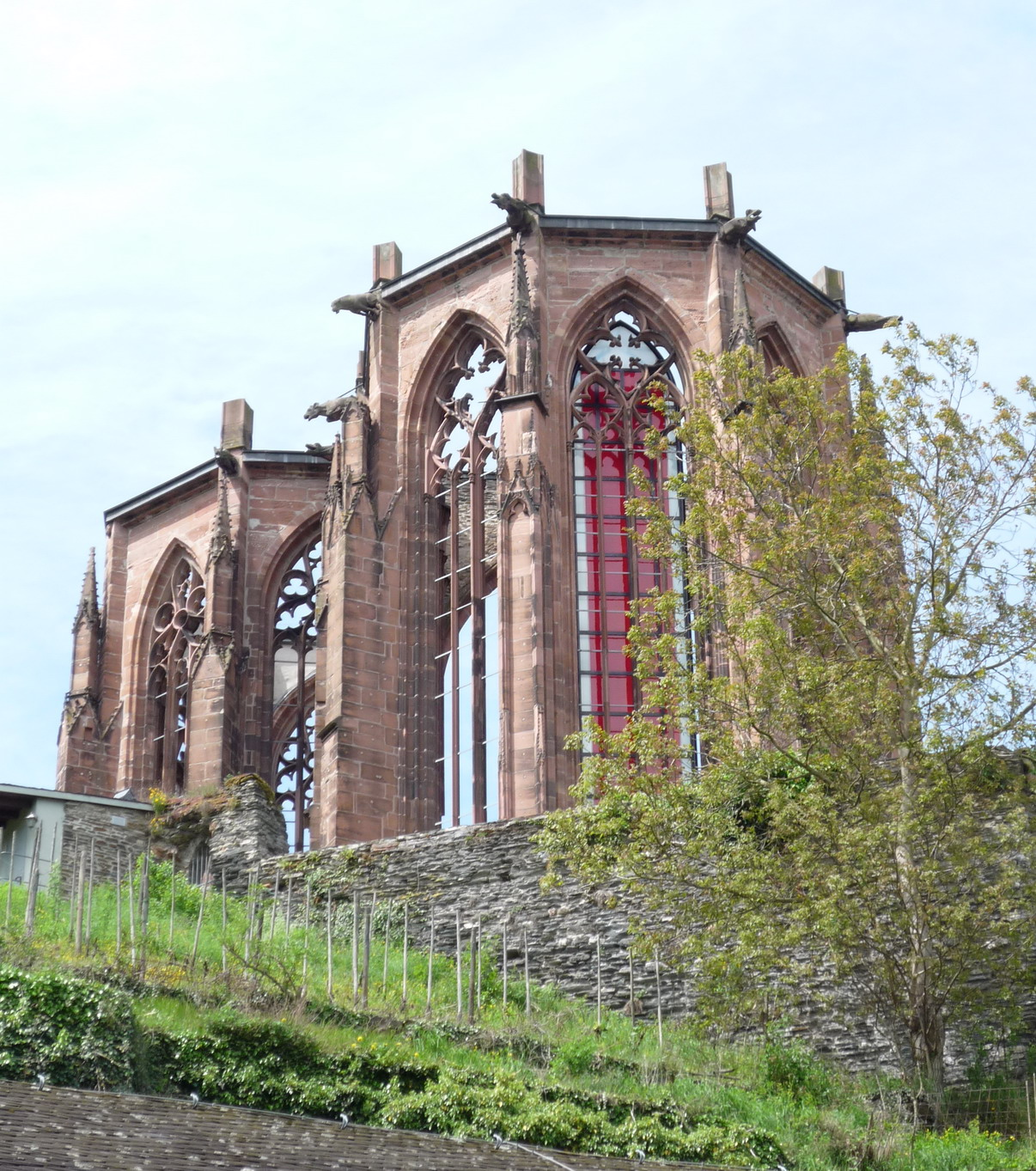
Die temporäre Installation des roten Fensters für Toleranz in der Ruine der Wernerkapelle in Bacharach

Das Schwesterprojekt Das Fenster zur Stele der Toleranz war vorübergehend am Rhein im UNESCO-Weltkulturerbe Mittelrheintal zu sehen: Von 2007 bis 2010 installierte Hartmann ein von ihm entworfenes rotes Glasfenster in der Ruine der gotischen Wernerkapelle in Bacharach, um auf die problematische Historie des Bauwerks aufmerksam zu machen und um ein Zeichen für Toleranz zu setzen. Unter dem Titel Toleranz vor Augen hielten zahlreiche Persönlichkeiten aus der Politik, den Religionsgemeinschaften und aus der Wissenschaft Vorträge über das Thema Toleranz in der Ruine im Rahmen der temporären Installation, darunter Gerhart Baum, Winfried Hassemer, Necla Kelek, Bernd Kortländer, Ruth Lapide, Leo Trepp und Heidemarie Wieczorek-Zeul.